# 蒙达伊诺
蒙达伊诺是意大利艾米利亚-罗马涅大区里米尼省的一个镇，面积19.8平方公里，人口1,486人（2004年）。